# William Henry Channing
William Henry Channing (Boston, 25 maggio 1810 – Londra, 23 dicembre 1884) è stato un presbitero, scrittore e filosofo statunitense della Chiesa unitariana.

## Biografia

### Famiglia
William Henry Channing nacque a Boston, nel Massachusetts. Il padre di Channing, Francis Dana Channing, morì quando il giovane era ancora in fasce, e la responsabilità dell'educazione del giovane fu assunta dallo zio, William Ellery Channing, il più importante teologo unitariano dell'inizio del XIX secolo. Erano anche suoi zii il medico e professore di Harvard Walter Channing e il professore di retorica di Harvard Edward Tyrrel Channing. Suo nonno era William Channing, procuratore generale del Rhode Island. Suo nonno era William Channing, procuratore generale del Rhode Island.

### Educazione
Nel 1829 William Henry Channing si laureò all'Harvard College e, nel 1833, all'Harvard Divinity School.

### Carriera
Nel 1835 Channing fu ordinato presbitero e assegnato alla Chiesa unitariana di Cincinnati. Si interessò molto agli schemi di Charles Fourier e di altri per la riorganizzazione sociale. Si trasferì a Boston verso il 1847, poi a Rochester, New York e a New York, dove, sia come predicatore che come editore, divenne leader di un movimento di socialismo cristiano. Come primo sostenitore del movimento socialista negli Stati Uniti, fu editore del Present, dello Spirit of the Age e dell'Harbinger. Nel 1848 presiedette la Religious Union of Associationists di Boston, un gruppo socialista che comprendeva molti membri della comune di Brook Farm.
Channing partecipò attivamente ai primi anni del movimento per i diritti delle donne. Firmò l'appello e partecipò alla prima Convenzione nazionale per i diritti della donna nel 1850, dove fu nominato membro del Comitato centrale nazionale per i diritti della donna. Quando era ministro della Prima Chiesa Unitaria di Rochester nel 1852, influenzò Susan B. Anthony, un membro della sua congregazione che era una giovane insegnante alle soglie della sua carriera di attivista per i diritti della donna. Elizabeth Cady Stanton, amica intima e collaboratrice di Anthony, dichiarò nella sua autobiografia:
(Elizabeth Cady Stanton, Eighty years and more (1815-1897): Reminiscences of Elizabeth Cady Stanton, 1898)
Channing scrisse l'appello e svolse un ruolo di primo piano nella Convenzione per i diritti delle donne che Anthony organizzò a Rochester nel 1853. La convenzione lanciò una campagna di petizioni per la parità di diritti legali e di voto per le donne, per la quale Channing scrisse le petizioni e, insieme a Ernestine Rose, si rivolse a un comitato ristretto del Senato di New York nel febbraio 1854.
Tra il 1854 e il 1857 Channing fu ministro della Renshaw Street Unitarian Chapel di Liverpool.  Nel 1857 succedette a James Martineau in qualità di ministro della Hope Street Unitarian Chapel della stessa città. All'inizio della Guerra civile americana, nel 1862 fece ritorno in patria e si occupò della Chiesa unitariana di Washington William Henry Channing, insieme all'omonimo e più giovane poeta, era un filosofo trascendentalista. Autore prolifico, era un contributore del North American Review, The Dial, Christian Examiner e di altre riviste seriali, un membro del Transcendental Club, un amico intimo di Henry David Thoreau e un corrispondente di Ralph Waldo Emerson.
Tra i suoi scritti ispiratori, è noto il brano Symphony:
(Octavius Brooks Frothingham, Memoir of William Henry Channing)
Nel 1863 e 1864 fu cappellano della Camera dei Rappresentanti degli Stati Uniti d'America.
Si spense a Londra il 23 dicembre 1884, all'età di 74 anni.

## Vita privata
Channing era sposato con Julia Maria Allen. Tra i loro figli figurano la scrittrice e poetessa Blanche Mary Channing e Francis Channing, 1º barone Channing di Wellingborough.

## Opere principali
- A translation of Jouffroy's Ethics (1840)
- Memoir of [his uncle] William Ellery Channing (3 voll., 1848)
- Memoir of [his cousin] the Rev. James H. Perkins (1851)
- Memoir of Margaret Fuller Ossoli (in collaborazione con Emerson and J. F. Clarke) (1852)